# Siddi
Siddi (sardinsky: Sìddi) je italská obec (comune) v provincii Sud Sardegna v regionu Sardinie. Nachází se ve výšce 184 metrů nad mořem a má 583 obyvatel. Rozloha obce je 11,02 km².